# Kat Dahlia
Katriana Huguet (Miami, Florida; 29 de julio de 1990), más conocida como Kat Dahlia, es una cantante, rapera y compositora estadounidense de ascendencia cubana, conocida por su letras nítidas y su sonido único. Publicó su sencillo debut titulado Gangsta en marzo de 2013. El álbum debut de Dahlia fue lanzado el 13 de enero de 2015 bajo el sello discográfico Epic Records, este último con el cual obtuvo un contrato discográfico en 2012. En 2013, Dahlia llegó al #8 en Next Big Sound de Billboard.

## Biografía

### 1987-2010: primeros años
Katriana Huguet nació el 29 de julio de 1987 fue criada por padres cubano-estadounidenses en Miami (estado de Florida). Comenzó rapeando a la edad de 8 años y escribiendo canciones a la edad de 15, interpretando instrumentos desde YouTube en lugar de una banda.
A la edad de 18, después de ahorrar dinero en trabajos de camarera, Dahlia decidió dejar Miami y trasladarse a Nueva York un mes después en un impulso de «capricho».
Poco después, Dahlia se involucró en lo que ella describe como una «relación tóxica», la que más adelante llegaría a considrar como una fuente de inspiración y «escritor de oro». Ella escogió el nombre Kat Dahlia como su nombre artístico después de que su productor lo sugiriera y lo mantuvo porque es suave y hermoso, pero todavía tiene un tono oscuro ante ello.

### 2011-presente: descubrimiento y estrellato
Después de financiar por sí misma un EP y un vídeo musical, Dahlia fue descubierta por la representante A&R de Vested In Culture, Amanda Berkowitz. Berkowitz llevó a Dahlia frente a la ejecutiva musical Sylvia Rhone
En 2012, describiendo a Dahila «algo más que una simple artista pop», Rhone firmó a Dahila a su recién lanzado sello discográfico, Vested In Culture (VIC), una alianza con Epic Records. El álbum debut de Dahlia está confirmado para salir al mercado en el 2014 siendo la inauguración oficial de VIC como sello.
El sencillo debut y vídeo de Dahlia para el tema «Gangsta», el cual MTV dijo que estaba «lleno hasta el borde con un feroz rap». Filmado en Miami, el vídeo de Gangsta «refleja las dificultades en sus primeros años de vida» El vídeo fue dirigido por Samantha Lecca y estrenado en VEVO el 5 de marzo de 2013, el cual le valió la mención en los BET como «una artista para explorar»
Digitalmente, Dahlia ha lanzado tres canciones: Gangsta, Money Party, Mirror el 5 de marzo de 2013. En septiembre del 2013, Dahlia lanzará su primer álbum de estudio titulado My Garden. Previo al lanzamiento de su álbum de estudio debut, Dahlia publicó de manera independiente, el EP Seeds el 21 de noviembre de 2013.
Finalmente, y después de varios retrasos de fecha, el álbum debut de Kat Dahlia, My Garden fue publicado el 13 de enero de 2015. Para complementar el lanzamiento del álbum, la cantante publicó los sencillos «My Garden» y «I Think I'm in Love».

## Estilo musical
El estilo musical de Dahlia ha sido descrito como «un estilo nítido con letras únicas y un flow agresivo». citando artistas como BB King, Miles Davis, Led Zeppelin, The Doors, Bob Marley, Frank Sinatra y Celia Cruz como influencias musicales.

## Vida personal

### Controversias
En julio de 2013 fue arrestada por conducir bajo los efectos del alcohol y en exceso de velocidad. Quedó en libertad unas horas más tarde al pagar una fianza de 2000 dólares.

## Discografía
| Álbumes de estudio - 2015: My Garden - 2020: Seven EP - 2012: Shades of Gray (como Kat Hue) - 2016: 20s, 50s, 100s - 2018: South Beach Social Club | Mixtapes - 2013: Seeds | Sencillos - 2013: «Gangsta» - 2013: «Fireman» - 2013: «Clocks» - 2013: «Happy and I Know It» - 2013: «Crazy» Colaboraciones - 2013: «Helen Keller» de DJ Khaled - 2013: «El Esqueleto» de Yotuel Romero - 2016: «La Negra Tiene Tumbao» de Aymee Nuviola - 2016: «La Chica de la Noche» de Los Rakas - 2017: «Not Impressed» de Epi III - 2017: «Warming» de Fat Joe - 2020: «Consentida» de GioBulla |

## Giras musicales
- My Garden Tour (2014).

## Premios y nominaciones

### Premios Juventud
| Año  | Categoría           | Trabajo nominado | Resultado |
| ---- | ------------------- | ---------------- | --------- |
| 2013 | Mejor Nuevo Artista | Ella misma       | Nominada  |